# Benoît Gaillard
Pour les articles homonymes, voir Gaillard.
Benoît Gaillard, né le 17 août 1985 à Lausanne (originaire d'Ardon), est une personnalité politique suisse, membre du Parti socialiste.
Il est député du canton de Vaud au Conseil national depuis mai 2025.

## Biographie

### Origines et famille
Benoît Gaillard naît en 1985 à Lausanne, dans le canton de Vaud. Il est originaire d'Ardon, dans le canton du Valais,.
Il est le fils du journaliste Michel Zendali et de Nicole Gaillard, syndicaliste et enseignante de français au gymnase, auteur d'une thèse en histoire de l'art sur la représentation du couple en peinture,.
Il a été marié à la conseillère d'État socialiste Rebecca Ruiz, et père de deux enfants.

### Études
Benoît Gaillard fait sa scolarité obligatoire dans les quartiers populaires du nord de Lausanne.  
Après le gymnase, il fait des études de Lettres (philosophie, français et allemand) à l'Université de Lausanne, conclues par une maîtrise. 

### Parcours professionnel et politique
Benoît Gaillard adhère au Parti socialiste en 2005, à son retour d'une année d'études en Allemagne. Il appartient à l'aile gauche du parti.
Secrétaire général du Parti socialiste lausannois à partir de 2008 puis président à partir de 2013, il siège au Conseil communal (législatif) de Lausanne de 2011 à 2024.
Il est le collaborateur personnel de la conseillère d'État socialiste Nuria Gorrite de 2012 à 2018. Il est ensuite coresponsable de la communication de l'Union syndicale suisse à partir de 2019 et dirige sa propre entreprise de conseil stratégique de 2018 à 2021.
Candidat malheureux au Conseil national en octobre 2023 (deuxième des non-élus de sa liste, avec 315 voix de moins que Brenda Tuosto), il est appelé à succéder à Roger Nordmann à la chambre basse du Parlement suisse à la session spéciale de mai 2025.

### Autres mandats
Il préside le conseil d'administration de la Compagnie générale de navigation sur le lac Léman depuis 2019.